# Tom Owens
Thomas William Owens, detto Tom (Bronx, 28 giugno 1949), è un ex cestista statunitense, professionista nella ABA, nella NBA e in Italia.

## Carriera
Venne selezionato dai San Diego Rockets al quarto giro del Draft NBA 1971 (58ª scelta assoluta).

## Palmarès
- Trentasettesimo migliore rimbalzista di sempre ABA
- Ventunesimo per numero di stoppate di sempre ABA